# Vingt Mille Dollars sur le sept
Pour plus de détails, voir Fiche technique et Distribution.
Vingt Mille Dollars sur le sept (Ventimila dollari sul sette) est un western spaghetti italien réalisé par Alberto Cardone et sorti en 1967.

## Synopsis
Jerry King se rend dans la ville de Templeton à la recherche du meurtrier de son frère Regan. Il trouve la ville dirigée par une bande criminelle parmi laquelle il est sûr de trouver l'homme qu'il traque. Jerry va alors essayer de faire parler Rod, qui semble bien placé dans la bande, mais avant qu'il ait pu confier ce qu'il savait du meurtre, il est abattu par Gringo, qui s'avère être le véritable chef des bandits et le responsable du meurtre de Regan...

## Fiche technique
Sauf indication contraire, les informations mentionnées dans cette section peuvent être confirmées par la base de données cinématographiques IMDb,  présente dans la section « Liens externes ».
- Titre français : Vingt Mille Dollars sur le sept ou 20 000 Dollars sur le 7[1]
- Titre original italien : Ventimila dollari sul sette ou 20.000 dollari sul 7[2]
- Réalisation : Alberto Cardone (sous le nom d' « Albert Cardiff »)
- Scénario : Roberto Miali, Gino Santini, Alberto Cardone
- Photographie : Gino Santini
- Montage : Alberto Cardone
- Musique : Gianni Sanjust, Franco Reitano
- Société de production : JE Cinematografica
- Pays de production :  Italie
- Langue originale : italien
- Format : Couleur par Eastmancolor
- Durée : 91 minutes (1 h 31[3])
- Genre : Western spaghetti
- Dates de sortie :
  - Italie : 3 juin 1967
  - France : 30 octobre 1968[1]

## Distribution
- Roberto Miali (sous le nom de « Jerry Wilson ») : Jerry Kingio
- Adriano Micantoni (it) (sous le nom de « Mike Anthony ») : Guy
- Aurora Bautista : Peggy
- Teodoro Corrà (sous le nom de « Doro Corrà ») : Gringo
- Ettore Bevilacqua (sous le nom d' « Henri Boilleaux ») : Rod
- Spartaco Conversi (sous le nom de « Spean Convery ») : Steel

## Accueil
Le film a rapporté 98 millions de lires au box office italien, bien en deçà de la moyenne pour les westerns à l'époque.